# Королевская Академия медицинских наук Каталонии
Королевская Академия медицинских наук (исп. Real Academia de Medicina de Cataluña) — одно из старейших высших учебных заведений Каталонии, основанное в 1770 году.

## История
В 1770 году в Каталонии появилась первая Медицинская практическая академия, которая привлекла внимание многих видных ученых того времени. Через 15 лет ей был присвоено звание королевской. В 1991 году она была окончательно переименована в Академию медицинских наук Каталонии (Real Academia de Medicina de Cataluña).
Начиная с 1929 года, Академия разместилась в здании неоклассического стиля, построенном по проекту архитектора Вентуры Родригес. Главной достопримечательностью архитектурного ансамбля является анатомический театр.

## Достижения

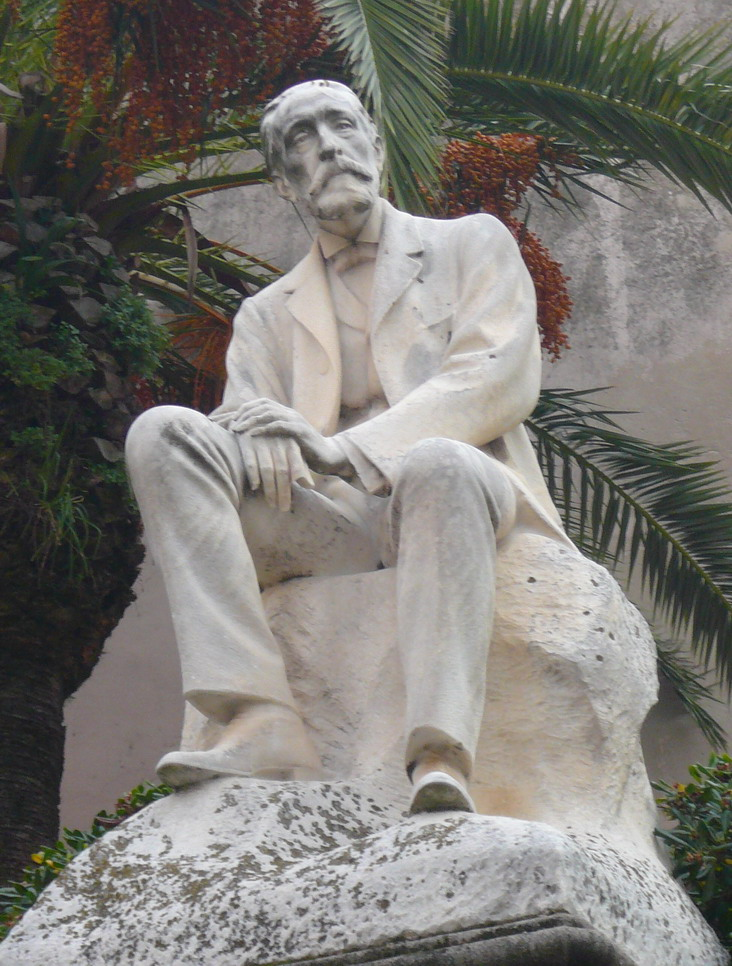
Памятник Роберту Бартоломеу в Ситжесе

Академия медицинских наук сыграла значительную роль в развитии врачебного дела в Каталонии: за время своей работы она выпустила более 350 стипендиатов, которые впоследствии стали светилами каталонской медицины.
В числе её членов можно встретить крайне разносторонних личностей, в том числе лекаря, метеоролога и физика Франциско Сальва и Кампильо, медика и политика Бартоломеу Роберта, основателя Института физиологии Августа Пи и Соньера и многих других.
В настоящее время под крышей старинного здания продолжают свою работу 60 академиков Каталонии и 15 почетных академиков. Все они были избраны по итогам тайного голосования, проведенного среди членов Академии. Стоит отметить, что членами научного заведения являются не только врачи, но и люди близких с ними профессий, в том числе биологи и фармацевты.

## Современная Академия

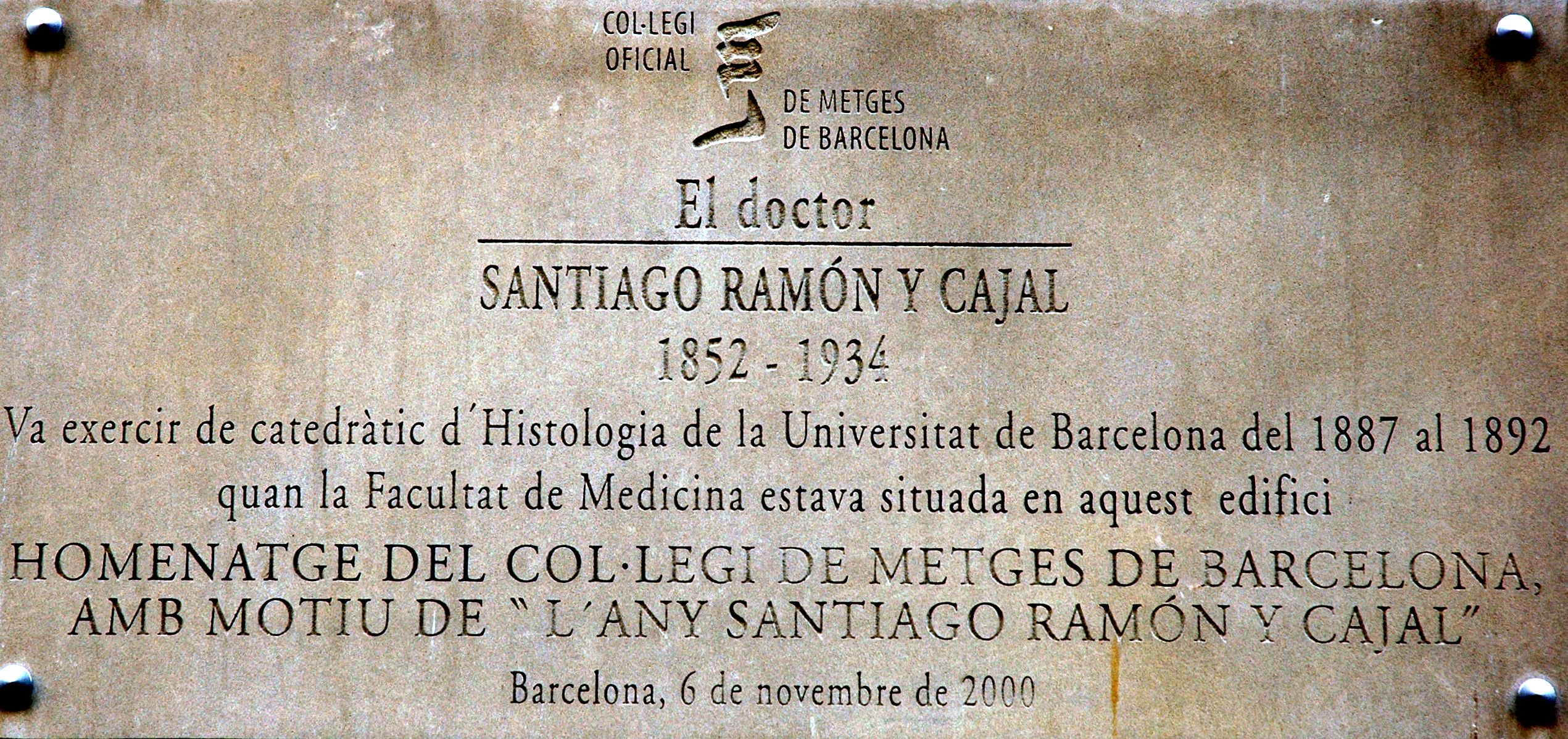
Мемориальная доска в честь Сантьяго Рамон-и-Кахаля

В настоящее время в структуру академии входит 6 отделений, том числе факультеты фундаментальных наук, медицины, хирургии, гигиены и социальной медицины, фармакологии и клинической медицины. Её члены занимаются научными исследованиями, написанием трудов, а также консультированием по вопросам санитарного и судебного администрирования. В стенах Академии ныне проводятся крупные международные конгрессы.